# ニッタン
ニッタン株式会社（NITTAN COMPANY, LIMITED）は、自動火災報知設備や消火設備、住宅用火災警報器等を扱うセコムグループの防災メーカーである（住宅用火災警報器は日立グローバルライフソリューションズへもOEM供給）。

## 沿革
- 1954年 - 東京都渋谷区山下町（現在の恵比寿一丁目）に日本火災探知器株式会社として設立。
- 1964年 - 本社を渋谷区幡ヶ谷に移転。
- 1965年 - 
  - 特殊精機株式会社がニッタングループの傘下となり、ニッタン精機株式会社に商号変更。
  - 国産初のイオン化式感知器の認可を受ける。
- 1966年 - ニッタン株式会社（初代）に商号変更。
- 1967年 - ニッタン電子株式会社を設立。
- 1969年 - エビス電工がニッタングループの傘下となり、ニッタン電工株式会社に商号変更。
- 1970年 - 
  - 株式額面変更のため、休業状態となっていた株式会社共栄社へ吸収合併され、株式会社共栄社はニッタン株式会社（2代目）へ商号変更。
  - 船舶用防災機器のAB認証を得る。国内初、イオン化式煙感知器が英国FOCにより許可される。
- 1972年 - 
  - 英国にNITTAN（UK）LTD.を設立
  - 日本舶用品検定協会HK認可を得る。
- 1978年 - 住宅用火災警報器の販売開始。
- 1989年 - 横浜市希望ヶ丘に研究所完成、株式を店頭公開。
- 1990年 - 埼玉県に中央配送センター完成
- 1994年 - 東京証券取引所市場第2部に株式を上場、スウェーデンにNITTAN SYSTEM ABを設立。
- 2003年 - 中国に日探消防設備（中山）有限公司を設立。
- 2005年 - 株式交換により株式会社住生活グループの子会社となり、東京証券取引所市場第2部の上場廃止。
- 2006年 - スウェーデンのConsillium社と合弁でコンシリアム・ニッタンマリーン株式会社を設立。
- 2010年 - 生産部門統合のため、ニッタン電子株式会社がニッタン精機株式会社を吸収合併。
- 2011年7月 - 株式会社LIXILニッタンに商号変更[1]。併せて、ニッタン電子株式会社も株式会社LIXILニッタン電子に商号変更。
- 2012年4月 - 住生活グループからセコムに全株式が譲渡。併せて商号をニッタン株式会社に変更。また、株式会社LIXILニッタン電子の商号もニッタン電子株式会社に戻る。
- 2012年12月 - 本社を現在地に移転[2]。

## マスコットキャラクター
- ニッコリタンちゃん（通称 - タンちゃん）

## CM
- タレント子役の千野羽舞＆マスコットのタンちゃんがオリジナル曲「けむタンちゃんのうた」（歌い手 - 横井豪）に合わせコミカルなダンスで 住宅用火災警報器を紹介している。

## 提供番組
- 日本テレビ20時54分枠（番宣枠、ニッコリタンちゃんが登場するID映像を放送、2017年10月から2019年9月まで）→誰だって波瀾爆笑（2019年10月から翌年3月まで）

## 事業所一覧
＜支社＞
北海道、東北、首都圏、中部、関西、中国、四国松山、九州
＜支店＞
- 秋田、八王子、横浜、千葉、水戸、つくば、さいたま、群馬、長野、金沢、大津、京都、神戸、岡山、高松、北九州、長崎、熊本、大分、宮崎、鹿児島

＜営業所＞
- 青森、郡山、富山、奈良、和歌山、松江、徳山、高知、佐賀

＜事務所＞
- 沖縄

## 関連会社
主要子会社
- ニッタン電子株式会社 横浜工場
- ニッタン電子株式会社 大利根工場
- ニッタン電子株式会社 伊丹工場
- ニッタン電工株式会社
- コンシリアム・ニッタンマリーン株式会社

サービスセンター
- 株式会社北海道ニッタンサービスセンター
- 株式会社東北ニッタンサービスセンター
- 株式会社名古屋ニッタンサービスセンター
- 株式会社ニッタンサービスセンター大阪
- 株式会社広島ニッタンサービスセンター
- 株式会社四国ニッタンサービスセンター
- 株式会社福岡ニッタンサービスセンター

## 主な出来事
- 2021年6月23日、警視庁は同庁の保管場所から電線を盗んだとして、ニッタンの使用人（出典ママ）を窃盗の疑いで逮捕。電線は同年3月までニッタンが一次下請けとして施工していた警視庁警察学校の電気設備改修工事の際に出たものであった。このことを受けてニッタンは、各官公庁等から入札の指名停止措置（1ヶ月）の処分を受けた[3]。